# Панчон, Джейсон
Джейсон Дэвид Иан Панчон (англ. Jason David Ian Puncheon; род. 18 июня 1986[…], Кройдон, Большой Лондон) — английский футболист, полузащитник. Ныне - тренер.

## Карьера

### Клубная
Начинал карьеру в «Уимблдоне». В сезоне 2003/2004 провёл 8 игр в рамках Первого дивизиона. В сезоне 2004/2005 играл в Первой лиге (3-й дивизион) за «Милтон-Кинс Донс». Провёл 25 матчей, забил 1 гол.
В 2006-м году провёл по одному матчу в низших лигах за клубы «Фишер Атлетик» и «Льюис».
Летом 2006 года перешёл в клуб «Барнет» из Второй лиги (4-й дивизион). В дебютном сезоне провёл 37 игр в чемпионате и забил 5 голов. В сезоне 2007/2008 сыграл 41 матч, забил 10 голов. Вошёл в «Команду года» по версии ПФА.
Летом 2008 года стал игроком клуба «Плимут Аргайл», представляющим Чемпионшип. Провёл в чемпионате всего 6 игр. Большую часть времени провёл в аренде в «Милтон-Кинс Донс». В сезоне 2009/2010 сыграл за МК Донс 24 матча и забил 7 голов, выступая в Первой лиге.
В начале 2010 года перешёл из «Плимута» в «Саутгемптон», также представляющий Лигу 1. За вторую половину сезона провёл 19 игр, забил 3 гола. Вошёл в «Команду года» по версии ПФА. В первой половине сезона 2010/2011 был в аренде в «Миллуолле». Сыграл 7 матчей и забил 5 голов в Чемпионшипе. Во второй половине сезона играл в Премьер-лиге за «Блэкпул». Провёл 11 игр и забил 3 мяча. Первую половину сезона 2011/2012 провёл в аренде в «Куинз Парк Рейнджерс». Сыграл 2 матча в АПЛ. Вторую половину сезона выступал в Чемпионшипе за «Саутгемптон». В сезоне 2012/2013 был одним из игроков основного состава. Сыграл 32 матча в Премьер-лиге и забил 5 голов.
Летом 2013 года «Кристал Пэлас» взял Панчона в аренду, а в начале 2014 года выкупил игрока у «Саутгемптона». В сезоне 2013/2014 Джейсон сыграл 34 матча и забил 7 голов. В сезоне 2014/2015 сыграл 37 матчей и забил 6 голов. В сезоне 2015/2016 сыграл 31 матч и забил 2 гола в чемпионате. В сезоне 2016/2017 сыграл 36 матчей в чемпионате, голов не забил. В сезоне 2017/2018 сыграл 10 матчей в чемпионате. В сезоне 2018/19 сыграл 11 матчей в чемпионате: 5 — за «Пэлас» и 6 — за «Хаддерсфилд», в котором он был в аренде.

### Тренерская
Свою тренерскую карьеру Панчон начал на Кипре. Попробовав себя в нескольких клубах, в конце 2024 года он возглавил «Акритас Хлоракас».

## Достижения
- Член «Команды года» в Лиге 2 по версии ПФА: 2007/08.
- Член «Команды года» в Лиге 1 по версии ПФА: 2009/10.